# Tenxơ ứng suất–năng lượng

Các thành phần phản biến của tenxơ ứng suất-năng lượng.

Tenxơ ứng suất–năng lượng (hoặc tenxơ ứng suất-năng lượng-động lượng hay tenxơ năng lượng-động lượng) là đại lượng tenxơ trong vật lý miêu tả mật độ và thông lượng của năng lượng và động lượng trong không thời gian, nó tổng quát hóa tenxơ ứng suất của vật lý Newton. Đại lượng này thể hiện các thuộc tính của vật chất, bức xạ, và của các trường lực phi hấp dẫn. Tenxơ ứng suất–năng lượng là nguồn của trường hấp dẫn trong phương trình trường Einstein của thuyết tương đối rộng, giống như mật độ khối lượng là nguồn của trường trong lý thuyết hấp dẫn Newton.